# Linia kolejowa nr 678
Linia kolejowa nr 678 – jednotorowa, niezelektryfikowana linia kolejowa znaczenia miejscowego łącząca posterunek odgałęźny i ładownię Borki PCC ze stacją Katowice Dąbrówka Mała.
Linia jest obecnie (2024) nieczynna, ale wcześniej umożliwiała przejazd pociągów z sieci PKP PLK na Północną Magistralę Piaskową. Prowadziła od węzła Borki Br, przechodząc przez dzielnicę Burowiec, do stacji Katowice Dąbrówka Mała, gdzie łączyła się z linią kolejową nr 161. Na posterunku w Borkach linia łączyła się z liniami kolei piaskowych KP 201 (Jęzor Centralny JCA—Borki—Bańgów—Julian—Szyb Dołki KWK Andaluzja) i KP 207 (Borki—Rozdzień—KWK Katowice) oraz bocznicą do szybu podsadzkowego w KWK Milowice (teren obecnego Parku Tysiąclecia). Na całym swoim przebiegu była tożsama z przebiegiem linii kolei piaskowej KP207+KP208. W 1961 linia została zelektryfikowana.    

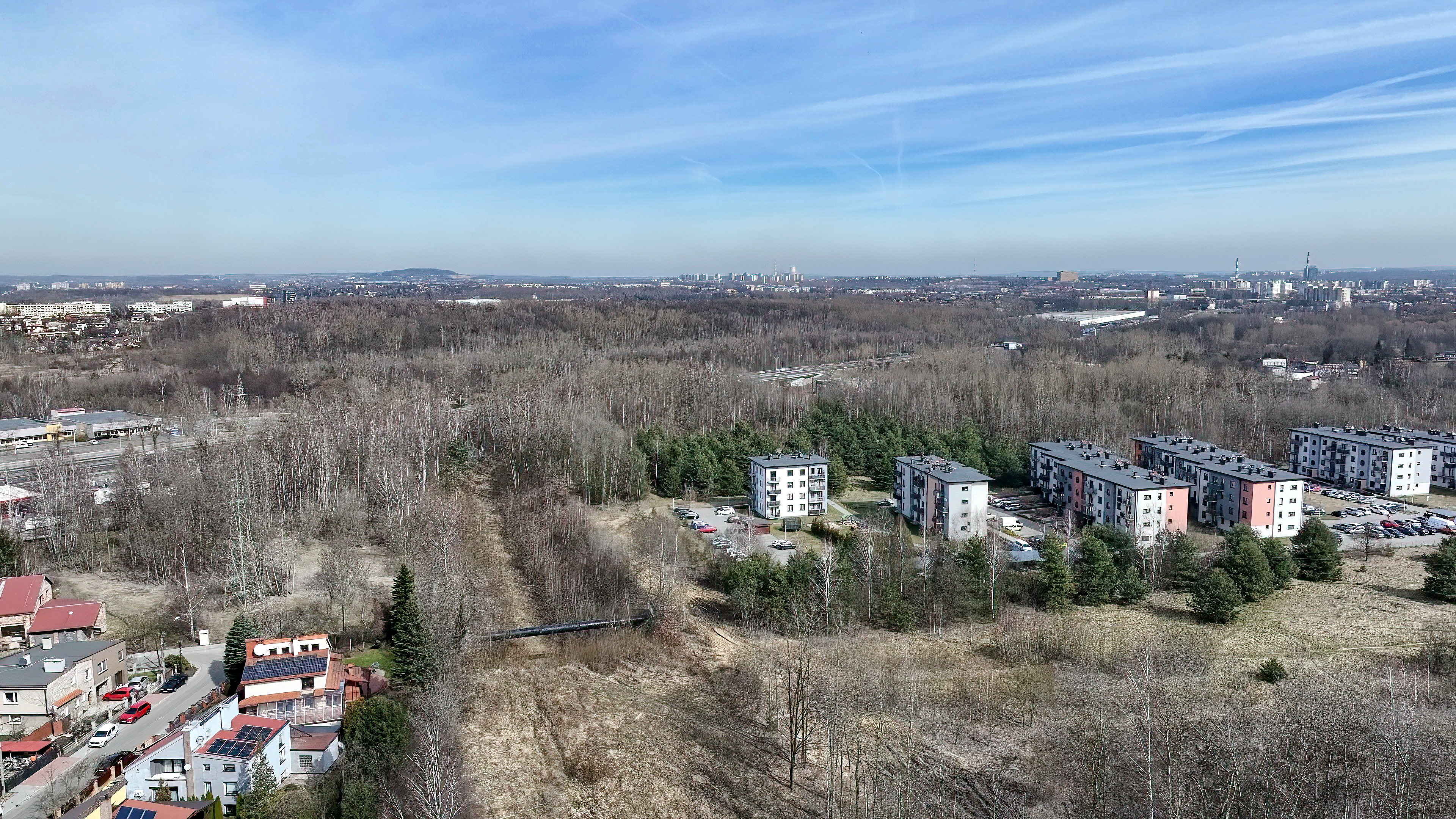
Widok z drona z dzielnicy Burowiec — pomiędzy zabudowaniami osiedla Zimowego i Andersa widoczny ślad i wąwóz nieczynnej linii kolejowej.

W 1999 linia została zdeelektryfikowana, a następnie zamknięta dla ruchu. Jej demontaż nastąpił w 2012 roku. Po jej likwidacji nieużywany teren służył mieszkańcom głównie jako teren spacerowy oraz jako trakt wykorzystywany przez rowerzystów. Na początku grudnia 2016 r. zakończył się audyt nieczynnych linii kolejowych w ramach projektu Velo Silesia, który obejmował wykorzystanie terenu po tej linii i wykorzystanie śladu połączonych linii kolei piaskowych KP 207+208 i KP 201 do utworzenia velostrady łączącej Katowice, Sosnowiec i Mysłowice. 30 grudnia tego samego roku część terenu została zakupiona przez firmę Eminent, po czym teren ten bez zezwolenia oczyszczono z drzew i rozpoczęto jego wykorzystywanie jako nielegalnego składowiska odpadów. Składowane były głównie odpady budowlane, z których część pochodziła z budowy basenu miejskiego przy ul. Konnej. Wykonawca, firma NDI S.A. z Sopotu, przekazała firmie zajmującej się wywozem 5796 ton ziemi. Osoba, która odbierała odpady od wykonawcy basenu podpisała oświadczenie, że ma prawo do dysponowania gruntami na terenie wąwozu.   
W 2018 pojawił się projekt Metropolitalnego System Tras Rowerowych Metropolii GZM, w ramach którego w  2020 roku powrócił projekt budowy velostrad po trasach zamkniętych linii kolejowych. 20 lipca 2021 teren został sprzedany firmie Pragbud. 20 maja 2022 zostało podpisane porozumienie między Górnośląsko-Zagłębiowską Meropolią, Miastem Katowice oraz Miastem Sosnowiec w sprawie budowy velostrady nr 1 (Katowice—Sosnowiec) z uwzględnieniem w planie poprowadzenia drogi rowerowej między innymi w śladzie po linii kolejowej nr 678 z wykorzystaniem wąwozu.  W 2022 część terenu wąwozu została sprzedana dalej firmie Pietrzk B.B (wpis do ksiąg wieczystych 8 lipca 2022). W 2023 firma Pietrak B.B. (Bogdan Pietrzak) złożyła wniosek o budowę na tym terenie osiedla w trybie Lex developer, co wywołało protesty mieszkańców oraz organizacji pozarządowych i skierowanie sprawy do Wojewódzkiego Sądu Administracyjnego.  